# Сарајевска вијећница
Сарајевска вијећница, позната као Вијећница, налази се у Сарајеву. Вијећницу је дизајнирао 1891. чешки архитекта Карло Паржик, али критике министра, барона Бенјамина Калаја, довеле су до тога да је Карло престао да ради на пројекту. У почетку је била највећа и најрепрезентативнија зграда из аустроугарског периода у Сарајеву и служила је као градска кућа.
Зграда је поново отворена 9. маја 2014. Тренутно је сједиште градоначелника Сарајева.

## Галерија
Стална поставка у Вијећници